# Goniapteryx servia
Goniapteryx servia là một loài bướm đêm trong họ Erebidae.